# 丹斯兰比勒格·道格松
丹斯兰比勒格·道格松（1884年—1941年7月27日），蒙古族，外蒙古车臣汗部中右后旗（今蒙古国肯特省巴彦敖包县）人，蒙古共产主义者、政治家，于1936年至1939年担任国家小呼拉尔主席团主席。

## 生平
道格松早年便学会识字，后在其所在的部和旗担任书记官。1915年，他作为书记官参加了《中俄蒙协约》的谈判。
道格松加入了1918年成立的力图使蒙古重新获得独立的革命组织。1919年，道格松和苏赫-巴托尔以及马克思尔呼尔泽·杜格尔扎布（马克思尔呼尔泽之子）参加了博克多汗的政府，以对抗中国对蒙古的佔領。1920年，蒙古人民党的代表团赴苏维埃俄国与布尔什维克取得联系，道格松是代表团的七人之一。
自1921年起，道格松历任内务部官员、国防部登记司行政官员（Administrator of the Department of Registration at the Ministry of Defense）、政府驻科布多省官员（Delegation Official of the Government in Khovd Province）。1926年至1927年，道格松担任第一任蒙古驻苏联大使，以及阿勒坦布拉格城的首长。1928年至1929年，道格松任经济委员会的处长。1931年至1932年，道格松任革命博物馆书记。
1932年8月27日，道格松被任命为乌兰巴托市政府主任（即市长），任至1933年6月30日。此后，他担任蒙古驻图瓦大使。自1936年至1939年，道格松担任国家小呼拉尔主席团主席。
1939年7月9日，道格松在大镇压中被逮捕，并于1941年7月8日被苏联当局宣判，于同年7月27日被处决。
1967年1月25日，平反委员会宣布道格松被平反，并恢复蒙古人民革命党党籍。